# Buzancy (tổng)
Tổng Buzancy là một tổng ở tỉnh Ardennes trong vùng Grand Est.
Tổng này được tổ chức xung quanh Buzancy ở quận Vouziers. Độ cao trung bình là 228 m.

## Hành chính
| Giai đoạn | Ủy viên         | Đảng      | Tư cách              |
| --------- | --------------- | --------- | -------------------- |
| 1874-1911 | Gustave Gobron  | Cấp tiến  | Député puis Sénateur |
| 1922-1940 | Edmond Hannotin | Rad. ind. | Thượng nghị sĩ       |
| 2001-2008 | Pierre Vernel   | DVD       |                      |
| 2008-2014 | Pierre Vernel   | UMP       |                      |

## Các đơn vị hành chính
Tổng Buzancy gồm 18 xã với dân số 1 971 người (điều tra năm 1999, dân số không tính trùng)
| Xã                       | Dân số | Mã bưu chính | Mã insee |
| ------------------------ | ------ | ------------ | -------- |
| Bar-lès-Buzancy          | 98     | 08240        | 08049    |
| Bayonville               | 106    | 08240        | 08052    |
| Belval-Bois-des-Dames    | 51     | 08240        | 08059    |
| La Berlière              | 32     | 08240        | 08061    |
| Briquenay                | 113    | 08240        | 08086    |
| Buzancy                  | 411    | 08240        | 08089    |
| Fossé                    | 76     | 08240        | 08176    |
| Harricourt               | 60     | 08240        | 08215    |
| Imécourt                 | 61     | 08240        | 08233    |
| Landres-et-Saint-Georges | 113    | 08240        | 08246    |
| Nouart                   | 140    | 08240        | 08326    |
| Oches                    | 41     | 08240        | 08332    |
| Saint-Pierremont         | 112    | 08240        | 08394    |
| Sommauthe                | 109    | 08240        | 08424    |
| Tailly                   | 206    | 08240        | 08437    |
| Thénorgues               | 85     | 08240        | 08446    |
| Vaux-en-Dieulet          | 69     | 08240        | 08463    |
| Verpel                   | 88     | 08240        | 08470    |

## Thông tin nhân khẩu
| 1962                                                     | 1968  | 1975  | 1982  | 1990  | 1999  |
| -------------------------------------------------------- | ----- | ----- | ----- | ----- | ----- |
| 2 628                                                    | 2 950 | 2 513 | 2 296 | 2 058 | 1 971 |
| Nombre retenu à partir de 1962 : dân số không tính trùng |       |       |       |       |       |